# Christopher Reich
Christopher Reich (Tóquio, 12 de novembro de 1961) é um escritor norte-americano. Nasceu em Tóquio mas mudou-se para os Estados Unidos em 1965. Estudou na Universidade de Georgetown e na Universidade do Texas e trabalhou na Suíça antes de retornar aos Estados Unidos para ser um escritor. Atualmente, mora em San Diego com a mulher e dois filhos.

## Obra
- Numbered Account (1998) - (Figurou na lista dos bestsellers do New York Times) - Lançado no Brasil como "Conta Numerada", Ed. Best Seller, 1998
- The Runner (2000)
- The First Billion (2002) - Lançado no Brasil como "O Primeiro Bilhão", Ed. Best Seller, 2004
- The Devil's Banker (2003)
- The Patriots' Club (2004) - vencedor do prêmio International Thriller Writers para melhor romance de 2006.[1]
- Rules of Deception (2008, lançado no Brasil como A Farsa)
- Rules of Vengeance (2009, lançado no Brasil como A Vingança)
- Rules of Betrayal (2011, lançado no primeiro semestre de 2011, título no Brasil A Traição)
- The Prince of Risk (2013)
- Invasion Of Privacy (2015)
- The Take (2018)
- Crown Jewel (2019)